# Morpho adelaida
Morpho adelaida är en fjärilsart som beskrevs av Weber 1944. Morpho adelaida ingår i släktet Morpho och familjen praktfjärilar. Inga underarter finns listade i Catalogue of Life.